# نيوغرانغ
نيوغرانغ (بالأيرلندية: Sí an Bhrú) هو ميغليث من عصر ما قبل التاريخ ومعلم تذكاري يقبع في مقاطعة ميث مقاطعة ميث بأيرلندا، يقع على بعد حوالي كيلومتر واحد شمال نهر بوين وكان قد بني في العصر الحجري الحديث في الفترة ما بين حوالي 3000 قبل الميلاد إلى 2500 قبل الميلاد، مما يجعلها أقدم من ستونهونج وأهرام مصر.الموقع يتكون من تل دائري كبير مع ممر حجري وغرف داخلية. يحيط التل جدار استنادي. لا يوجد اتفاق بين العلماء حول ما إذ تم استخدام للموقع أم لا، ولكن هناك بعض الاحتمالات أن لها أهمية دينية، ذلك يتماشى مع شروق الشمس ونورها الذي يغمر الغرفة وقت حدوث الانقلاب الشتوي. يعد هذا الموقع إحدى أهم الآثار وأدرج في قائمة المواقع الأثرية في اليونسكو.

## الوصف المادي
لنصب نيوغرانغ يتكون أساسا من تلة كبيرة، وهي مبنية من طبقات من التراب والحجارة، مع العشب النابت على رأس واجهة أعيد بناؤها من الكوارتز والأحجار. خلال التل ممر بطول 19 مترا (60 قدما)نحو وسط الهيكل. في نهاية الممر ثلاث غرف صغيرة قبالة غرفة مركزية أكبر. كل واحدة من غرف صغيرة تضم عددا كبيرا من أحواض حجرية حيث كان يودع عظام الموتى في الأصل حسب اعتقاد العلماء على الرغم من ما إذا كان فعلا لا يزال موقع الدفن غير واضح. الجدران مصنوعة من ألواح حجرية كبيرة، اثنين وعشرين منها في الجانب الغربي وإحدى وعشرين في الشرقي.
1. ↑  "Sí an Bhrú/Newgrange". logainm.ie. مؤرشف من الأصل في 2013-10-29. اطلع عليه بتاريخ 2015-04-27.

ويكيبيديا 

1. ↑  نيوغرانغ
2. ↑  "PlanetQuest Education". مؤرشف من الأصل في 2017-06-17. اطلع عليه بتاريخ 2020-10-23.